# Vachoniochactas
Genre
Vachoniochactas est un genre de scorpions de la famille des Chactidae.

## Distribution
Les espèces de ce genre se rencontrent dans le Nord de l'Amérique du Sud.

## Liste des espèces
Selon The Scorpion Files (30/05/2020) :
- Vachoniochactas amazonicus González-Sponga, 1991
- Vachoniochactas ashleeae Lourenço, 1994
- Vachoniochactas humboldti Florez, Botero-Trujillo & Acosta, 2008
- Vachoniochactas lasallei González-Sponga, 1978
- Vachoniochactas roraima Lourenço & Duhem, 2009

## Étymologie
Ce genre est nommé en l'honneur de Max Vachon.

## Publication originale
- González-Sponga, 1978 : Escorpiofauna de la región oriental del estado Bolivar, en Venezuela. Roto-Impresos, p. 1–217.